# Forbundspræsident (Tyskland)
 For alternative betydninger, se Forbundspræsident. (Se også artikler, som begynder med Forbundspræsident)
Forbundspræsidenten (tysk: Der Bundespräsident) er Tysklands statsoverhoved. I henhold til Tysklands forfatning varetager præsidenten hovedsagelig en række formelle funktioner i stil med den danske monarks. I særlige situationer har præsidenten dog visse magtbeføjelser; f.eks. hvis der efter et forbundsdagsvalg kun kan opnås relativt flertal for en ny forbundskansler, skal præsidenten indenfor 7 dage beslutte, om han eller hun vil acceptere dannelsen af en mindretalsregering eller udskrive nyvalg.
Forbundspræsidenten vælges hvert femte år af Forbundsforsamlingen, som består af medlemmerne af Forbundsdagen og et tilsvarende antal repræsentanter, der er valgt af delstaternes parlamenter. Genvalg er kun tilladt en gang.

## Forbundspræsidenter

### Rigspræsidenter i Weimarrepublikken
Statslederne havde titel af rigspræsident og valgtes for syv år med mulighed for genvalg. Følgende fungerede i perioden 1919-34:
- Friedrich Ebert 11. februar 1919 – 28. februar 1925 (død i embedet)
  - Julius Curtius (fungerende præsident februar-april 1925 indtil nyt valg – ikke officielt anerkendt)
- Paul von Hindenburg 26. april 1925 – 2. august 1934 (død i embedet)

### Forbundspræsidenter siden 1949
| Forbundspræsidenter i Forbundsrepublikken Tyskland fra 1949 |                                    |       |                            |                            |           |
| Nr.                                                         | Navn og levetid                    | Parti | Embedsperiodens begyndelse | Embedsperiodens afslutning | Valgt     |
| 1                                                           | Theodor Heuss (1884–1963)          | FDP   | 13. september 1949         | 12. september 1959         | 1949/1954 |
| 2                                                           | Heinrich Lübke (1894–1972)         | CDU   | 13. september 1959         | 30. juni 1969              | 1959/1964 |
| 3                                                           | Gustav Heinemann (1899–1976)       | SPD   | 1. juli 1969               | 30. juni 1974              | 1969      |
| 4                                                           | Walter Scheel (1919–2016)          | FDP   | 1. juli 1974               | 30. juni 1979              | 1974      |
| 5                                                           | Karl Carstens (1914–1992)          | CDU   | 1. juli 1979               | 30. juni 1984              | 1979      |
| 6                                                           | Richard von Weizsäcker (1920–2015) | CDU   | 1. juli 1984               | 30. juni 1994              | 1984/1989 |
| 7                                                           | Roman Herzog (1934–2017)           | CDU   | 1. juli 1994               | 30. juni 1999              | 1994      |
| 8                                                           | Johannes Rau (1931–2006)           | SPD   | 1. juli 1999               | 30. juni 2004              | 1999      |
| 9                                                           | Horst Köhler (1943–2025)           | CDU   | 1. juli 2004               | 31. maj 2010               | 2004/2009 |
| 10                                                          | Christian Wulff (* 1959)           | CDU   | 2. juli 2010               | 17. februar 2012           | 2010      |
| 11                                                          | Joachim Gauck (* 1940)             |       | 18. marts 2012             | 18. marts 2017             | 2012      |
| 12                                                          | Frank-Walter Steinmeier (* 1956)   | SPD   | 19. marts 2017             |                            | 2017/2022 |

### Horst Köhler
Som den første forbundspræsident i landets historie valgte Köhler at fratræde sit embede i utide efter massiv kritik af udtalelser omkring landets anvendelse af militær magt.
Efter forfatningen overtager formanden for Forbundsrådet embedet midlertidigt i 30 dage, indtil en indkaldt forbundsforsamling har udpeget en til at overtage posten. Formandsposten i Forbundsrådet var på tidspunktet Bremens borgmester Jens Böhrnsen.

## Præsidentbolig
Siden 1994 har den tyske præsident har residens på slottet Schloss Bellevue i Berlin.

## Ekstern henvisning
- Wikimedia Commons har flere filer relateret til Forbundspræsident (Tyskland)